# زنجیر دوچرخه

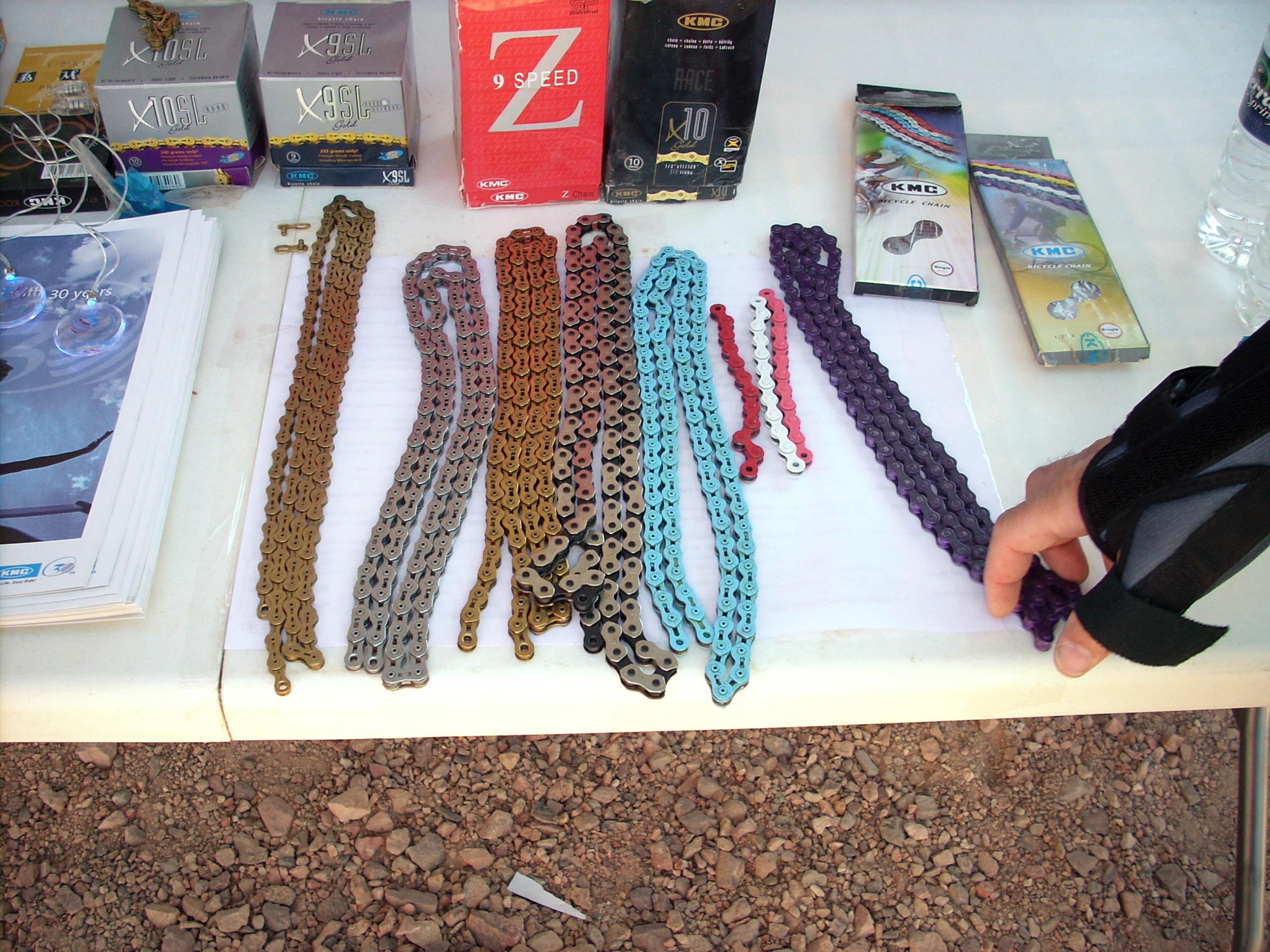
انواع زنجیر دوچرخه

زنجیر غلتکی-چرخشی و چرخ دنده

زنجیر دوچرخه یک زنجیر چرخشی-غلتکی است که نیرو را از پدال‌ها به چرخ محرک دوچرخه منتقل می‌کند و در نتیجه آن را به حرکت درمی‌آورد. بیشتر انواع زنجیر دوچرخه از کربن ساده یا فولاد آلیاژی ساخته شده‌اند، اما برخی از آن‌ها برای جلوگیری از زنگ‌زدگی یا صرفاً برای دلایل زیبایی‌شناسی، روکشی نیکلی دارند.

## بهره‌وری و بازدهی
یک زنجیر دوچرخه می‌تواند در مصرف انرژی بسیار کارآمد باشد: یک مطالعه بازده آن را تا ۹۸٫۶ درصد گزارش کرده‌است. این مطالعه که در یک محیط آزمایشگاهی پاک و تمیز انجام شد، نشان داد که بازده چندان تحت تأثیر وضعیت روان‌کاری قرار نمی‌گیرد. یک چرخ دنده بزرگتر درایو کارآمدتری را ارائه می‌دهد زیرا نقطه فشار را از محور دورتر می‌کند و فشار کمتری بر یاتاقان‌ها وارد می‌کند و در نتیجه اصطکاک را در چرخ داخلی کاهش می‌دهد. مشخص شد که کشش و تنش بیشتر در زنجیر کارآمدتر است.

## نگهداری

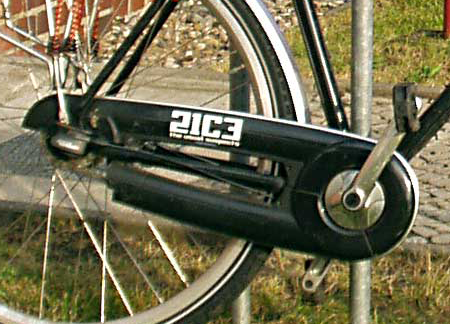
زنجیر دوچرخه‌ای شهری که با یک قاب زنجیر محافظت می‌شود

اینکه چگونه می‌توان زنجیر دوچرخه را روان‌کاری کرد، یک سؤال رایج در بین دوچرخه سواران است. روان‌کننده‌های مایع به داخل پیوندها نفوذ می‌کنند و به راحتی جابجا نمی‌شوند، اما به سرعت کثیفی را جذب می‌کنند. روان‌کننده‌های «خشک» که اغلب حاوی موم یا تفلون هستند، توسط یک حلال تبخیر کننده منتقل می‌شوند و در هنگام استفاده تمیزتر می‌مانند. قانون اساسی برای عمر طولانی زنجیر این است که هرگز یک زنجیر کثیف را روغن کاری نکنید، زیرا این کار ذرات ساینده را به غلتک‌ها می‌برد. زنجیر باید قبل از روغن کاری تمیز شود. بعد از اینکه روان‌کننده زمان کافی برای نفوذ به حلقه‌ها داشت، زنجیر باید خشک شود. یک رویکرد جایگزین تغییر زنجیر (در صورت ارزانی) به‌طور مکرر است. در نتیجه جایگزینی زنجیر مراقبت مناسب از اهمیت کمتری برخوردار می‌شود. برخی از دوچرخه‌های کاربردی دارای محافظ‌های زنجیر کاملاً محصور هستند که عملاً سایش و نگهداری زنجیر را از بین می‌برند. در دوچرخه‌های خوابیده، زنجیر اغلب از لوله‌هایی عبور می‌کند تا از جمع شدن کثیفی جلوگیری شود و پای دوچرخه‌سوار عاری از روغن و کثیفی شود.

### جداسازی زنجیر دوچرخه
در بیشتر دوچرخه‌های ایستاده، زنجیر از طریق مثلث عقب سمت راست ساخته شده توسط پایه زنجیر و لوله صندلی راست حلقه می‌زند؛ بنابراین یک زنجیر باید از هم جدا شود (یا "شکسته") مگر اینکه مثلث را بتوان شکافت (معمولاً صندلی دوچرخه باقی می‌ماند). زنجیر را می‌توان با یک ابزار زنجیربازکن جدا کرد. اتصال و پیوند اصلی و مرکزی زنجیر اجازه می‌دهد تا زنجیر با ابزار ساده‌تر یا حتی بدون ابزاری، برای تمیز کردن یا تعویض آن، وارد یا جدا شود.
برخی از طرح‌های جدیدتر زنجیر، مانند زنجیر ۱۰ سرعته شیمانو و کامپانیولو، نیاز به استفاده از پین جایگزین ویژه در هنگام نصب یا نصب مجدد زنجیر جدا شده دارند. یک جایگزین برای این فرایند، نصب یک پیوند اصلی، مانند یک SRAM Power Link یا یک Wippermann Connex است.

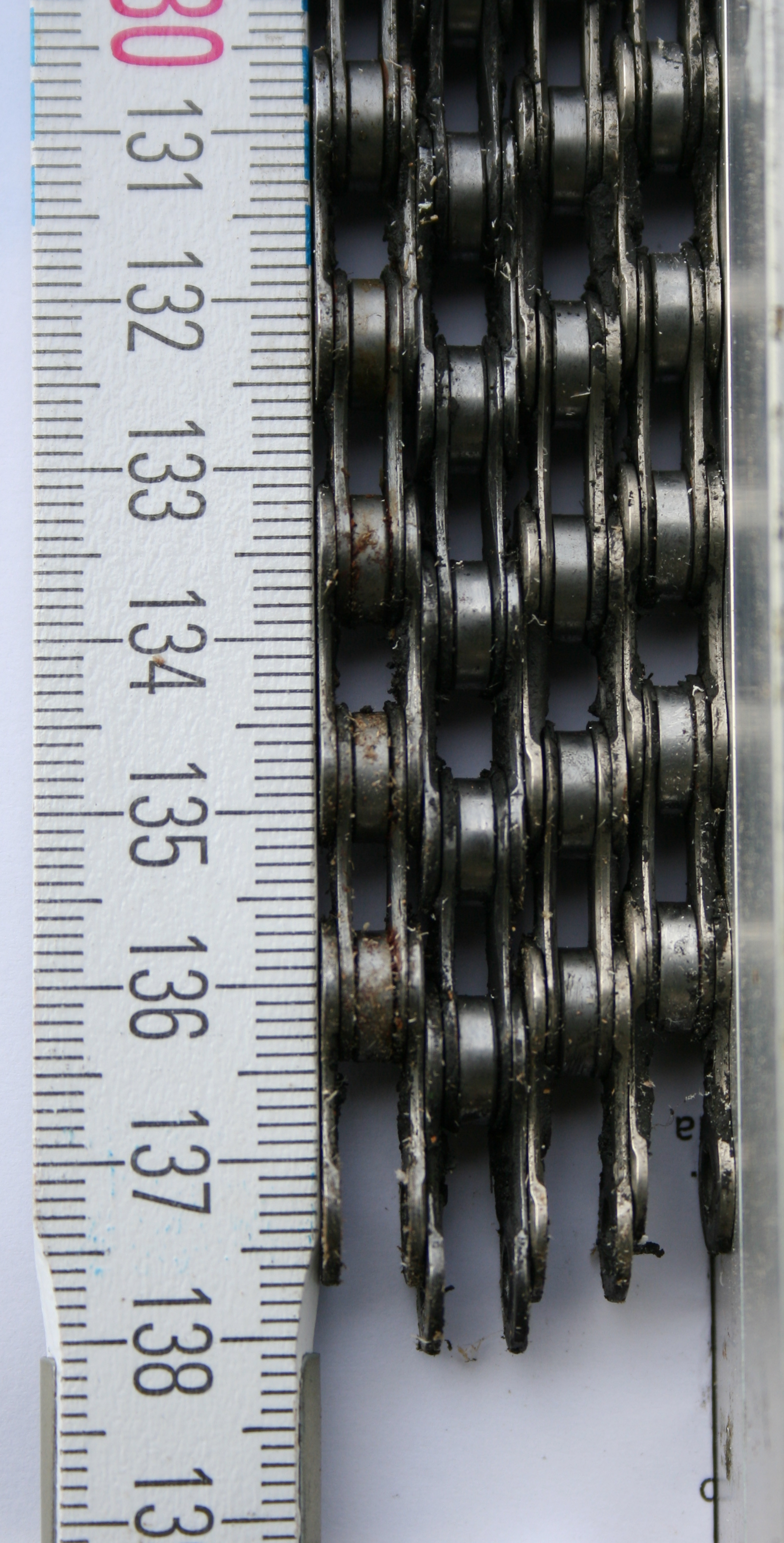
چهار طول زنجیر دوچرخه با تعداد حلقه‌های یکسان اما با درجه سایش متفاوت. این زنجیرها کشش زنجیر را نشان می‌دهند که نتیجه ساییدگی است

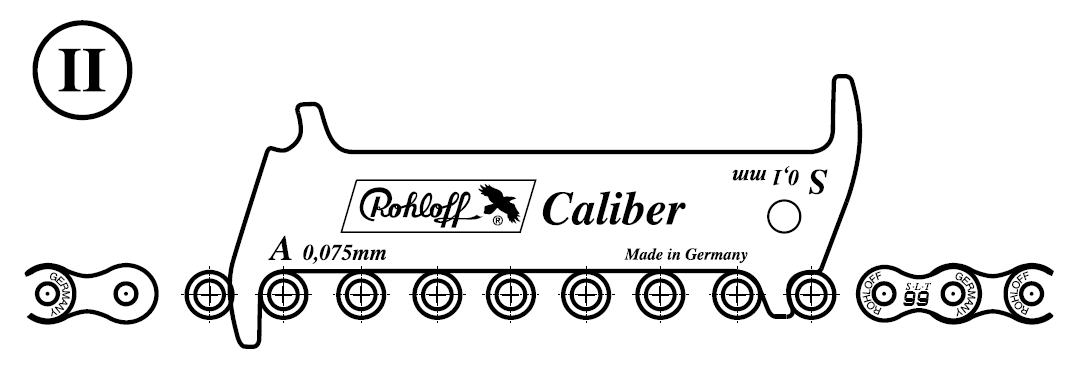
ابزار سایش زنجیر که دقیقاً طول تعداد معینی از حلقه‌های زنجیره را اندازه‌گیری می‌کند تا تشخیص دهد که یک زنجیر بیش از حد فرسوده شده‌است. دو طرف ابزار درجات مختلف سایش را اندازه‌گیری می‌کنند

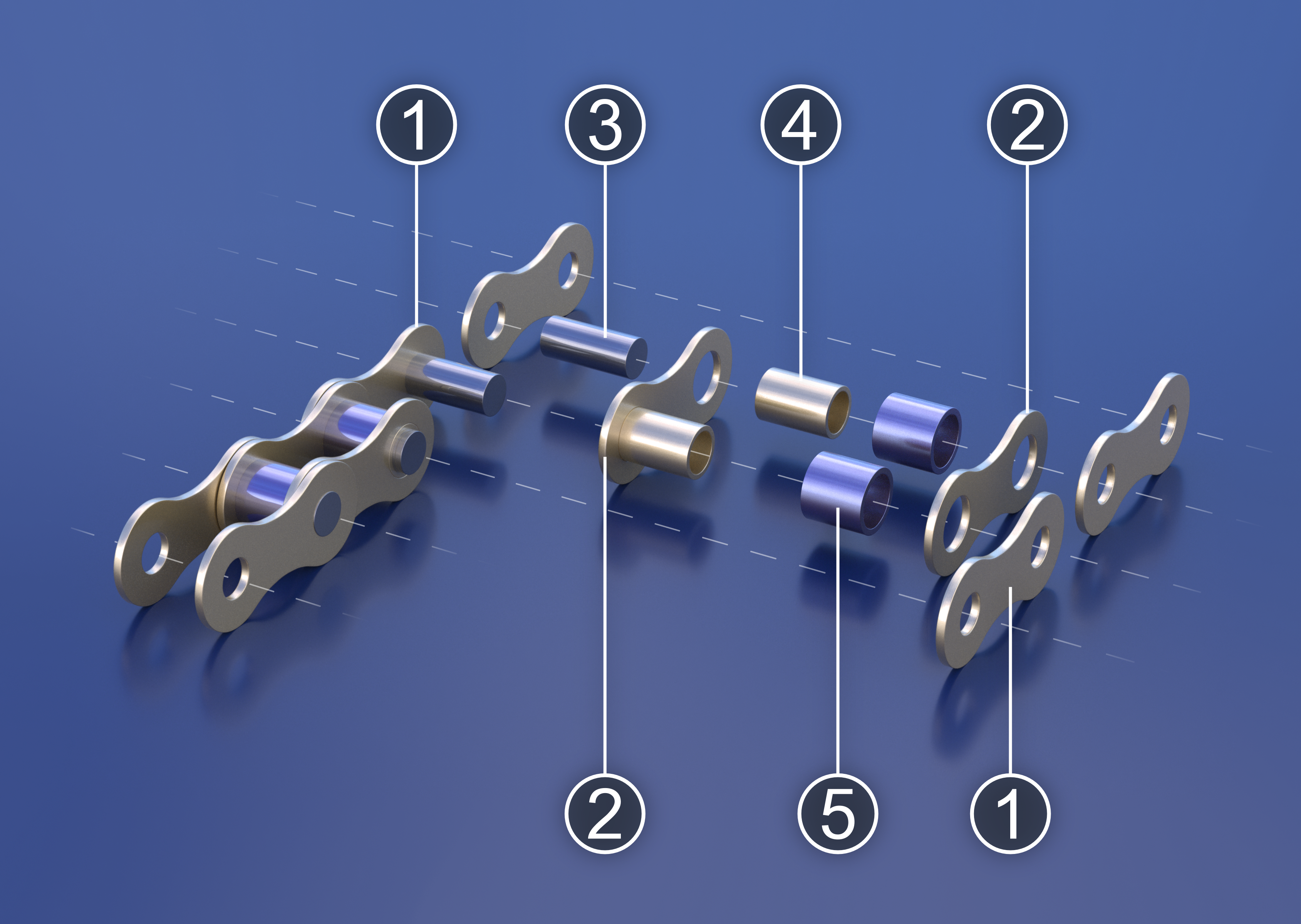

## انواع زنجیر دوچرخه و تفاوت‌های آن
به منظور کاهش وزن، زنجیر با پین‌های توخالی و دارای برش‌هایی در پیوندهای زنجیر ساخته شده‌است. زنجیرهایی نیز از فولاد ضدزنگ برای مقاومت در برابر خوردگی و تیتانیوم برای کاهش وزن ساخته شده‌اند، اما از لحاظ اقتصادی گران‌تر هستند. روند اخیر زنجیره‌هایی با رنگ‌های مختلف است و حداقل یک تولیدکننده مدل زنجیره‌ای را به‌طور خاص برای دوچرخه‌های برقی ارائه می‌کند.

## تولیدکنندگان
تولیدکنندگان مطرح زنجیر دوچرخه عبارتند از:
- Renold
- کمپاگنولو
- Rohloff AG
- KMC Chain
- شیمانو
- SRAM
- Wippermann